# Médaille Burkitt
Pour les articles homonymes, voir Burkitt.
La médaille Burkitt (Burkitt Medal) est décernée chaque année par la British Academy en reconnaissance de services particuliers rendus aux études bibliques. Les années impaires, la médaille récompense un spécialiste de l'Ancien Testament, et les années paires un spécialiste du Nouveau Testament.
Cette distinction a été créée en 1923, à l'initiative du bibliste Francis Crawford Burkitt (1864-1935), membre de la British Academy. Elle a été attribuée pour la première fois en 1925.

## 1925–1999
- 1925 Robert H. Charles
- 1926 Francis Crawford Burkitt
- 1927 B. H. Streeter
- 1928 J. H. Ropes
- 1929 Marie-Joseph Lagrange, OP
- 1930 Claude Montefiore
- 1931 Médaille non décernée
- 1932 Alexander Souter
- 1933 Médaille non décernée
- 1934 Frederic G. Kenyon
- 1935 Médaille non décernée
- 1936 Kirsopp Lake
- 1937 Médaille non décernée
- 1938 W. O. E. Oesterley
- 1939 Alan E. Brooke et Norman McLean
- 1940 Louis-Hugues Vincent, OSD
- 1941 Stanley Charles Edmund Legg
- 1942 Médaille non décernée
- 1943 Stanley Arthur Cook
- 1944 H. Wheeler Robinson
- 1945 C. H. Dodd
- 1946 Theodore Henry Robinson
- 1947 Wilbert Francis Howard
- 1948 S. H. Hooke
- 1949 Sigmund Mowinckel
- 1950 Thomas Walter Manson
- 1951 H. H. Rowley
- 1952 Anton Fridrichsen
- 1953 Godfrey Rolles Driver
- 1954 Paul E. Kahle et Ludwig Koehler
- 1955 Walther Bauer
- 1956 Oscar Cullmann
- 1957 Roland de Vaux, OP
- 1958 Joachim Jeremias
- 1959 Charles Virolleaud
- 1960 Vincent Taylor
- 1961 Aubrey Rodway Johnson
- 1962 Matthew Black
- 1963 Walther Eichrodt
- 1964 W. D. Davies
- 1965 Otto Eissfeldt
- 1966 C. K. Barrett
- 1967 Martin Noth
- 1968 Pierre Benoit, OP
- 1969 David Winton Thomas
- 1970 C. F. D. Moule
- 1971 Ernst Käsemann
- 1972 Walther Zimmerli
- 1973 Werner Kümmel
- 1974 Johannes Lindblom
- 1975 Kurt Aland
- 1976 Harald Riesenfeld
- 1977 Claus Westermann
- 1978 Hedley Sparks
- 1979 F. F. Bruce
- 1980 P. A. H. De Boer
- 1981 G. B. Caird
- 1982 George Wishart Anderson
- 1983 Bonifatius Fischer, OSB
- 1984 Joseph Fitzmyer, SJ
- 1985 William Mckane
- 1986 Martin Hengel
- 1987 Rudolf Schnackenburg
- 1988 James Barr
- 1989 C. E. B. Cranfield
- 1990 Robert McLachlan Wilson
- 1991 John Emerton
- 1992 Ernst Bammel
- 1993 Otto Kaiser
- 1994 Bruce M. Metzger
- 1995 A. S. Van Der Woude
- 1996 Eduard Schweizer
- 1997 R. N. Whybray
- 1998 Margaret Thrall
- 1999 Brevard Childs

## Années 2000
| Année | Récipiendaire          |
| ----- | ---------------------- |
| 2000  | Hans Dieter Betz       |
| 2001  | Rudolf Smend           |
| 2002  | Gerd Theissen          |
| 2003  | Bertil Albrektson      |
| 2004  | Morna Hooker           |
| 2005  | Pierre-Maurice Bogaert |
| 2006  | Graham Stanton         |
| 2007  | Alberto Soggin         |
| 2008  | Richard Bauckham       |
| 2009  | Ernest Nicholson       |

## Années 2010
| Année | Récipiendaire       |
| ----- | ------------------- |
| 2010  | Ulrich Luz          |
| 2011  | Andrew Mayes        |
| 2012  | Christopher Tuckett |
| 2013  | R. E. Clements      |
| 2014  | N. T. Wright        |
| 2015  | David J. A. Clines  |
| 2016  | Barbara Aland       |
| 2017  | Takamitsu Muraoka   |
| 2018  | Christopher Rowland |
| 2019  | John J. Collins     |

## Années 2020
| Année | Récipiendaire    |
| ----- | ---------------- |
| 2020  | Beverly Gaventa  |
| 2021  | Rainer Albertz   |
| 2022  | Richard B. Hays  |
| 2023  | Sara Japhet      |
| 2024  | George J. Brooke |